# Seven Falls State Park
Seven Falls State Park ist ein State Park („staatlicher Park“) im US-Bundesstaat Connecticut auf dem Gebiet der Gemeinden Haddam und Middletown.

## Besonderheiten
Der Park besteht nur wegen eines kleinen Rastplatzes an der Route 154 (Saybrook Road). Er erstreckt sich im Dreieck zwischen der Saybrook Road im Westen, die in südlicher Richtung auf den Connecticut River zuläuft, der Aircraft Road im Norden und dem Connecticut River im Osten. In Sichtweite des kleinen Picknickplatzes befinden sich die „Wasserfälle“, sieben Kaskaden, deren höchste 1,2 m (4 ft) misst. Der Park ist gekennzeichnet durch Hügel mit beeindruckenden Felsformationen, verfügt aber über keine weiteren Einrichtungen. Eine Hochspannungsleitung verläuft auf dem Gebiet.